# 印歐語元音變換
在語言學中，印欧语元音變換（Indo-European ablaut）指原始印歐語(PIE)中的元音变换系統，它在現代印歐語系語言中有深遠影響。  
英語中元音變換的例子是強動詞 sing, sang, sung 和它相關的名詞 song，这个模式直接继承自原始印欧语。  

## 历史
術語ablaut（來自德語 ab- “下降，減輕，逐级变化” + Laut“聲音”）是在十九世紀早期由語言學家雅各布·格林提出的。但是，該現象在2000多年前已被梵語語法學家所觀察到，並為波你尼整理到《八篇書（Aṣṭādhyāyī）》中，其中的术语“guṇa”及“vṛddhi”，分别相当于现在的“完全等级”和“加长等级”。
歐洲最先描述該現象的是18世紀初的荷蘭語言學家 Lambert ten Kate，于他的著作《Gemeenschap tussen de Gottische spraeke en de Nederduytsche》(《哥德語與荷蘭語之間的共性》，1710年)。

## 元音变换与元音等级
元音等級是在兩個相關的詞(比如man和woman)或同一個詞的兩個不同形式(比如man和men)之間的元音差異。這種差異不必須在拼寫中指示出來。有许多种元音等级，一般的討論請參見條目元音變換。一些涉及元音長度的變化，另一些涉及元音音色(音質等級: man/men)，而其他情況有元音的完全消失(could not → couldn't)。  
對於歐洲語言的研究而言，印欧语元音变换是元音等级最重要的的例子之一，它還殘存於英語中動詞中，如 ride, rode, ridden，和 fly, flew, flown。對於很多用途而言，說這些動詞是不規則的就足夠了，但是理解它們為什么不規則（事實上在另一種意義上它們是非常規則的），就需要了解原始語言的语法了。
印欧语元音变换是印欧语系語言中元音等级的最古老和最廣泛的來源，必須明確地區別於后來出现的其他形式，比如日耳曼语元音变换(man/men, goose/geese, long/length, think/thought)或现代英語的詞重音模式 (man/woman, photograph/photography)等。在某些语境中，術語元音变换、元音等級、元音變換、元音交替和元音階可能會混淆起來作為同義詞來用，特別是在不考慮歷史演進的共时比較中，但是歷史語言學家偏好把 ablaut 保留給印歐語言現象，這也是提出這個詞的語言學家的意愿。

## 元音變換等级
原始印歐語(PIE)有正規的 ablaut 序列構成自五個元音 e/ē/o/ō/Ø。這意味著在同一個詞的不同形式，或不同但相關的詞中，基本元音短 /e/，可以被替代為長 /ē/，短 /o/ 或長 /ō/，或者省略(表示為 Ø)。  
| 零 | 短 | 长 |
| ∅  | e  | ē  |
| ∅  | o  | ō  |

在一個音節有短 e 的時候，它被稱為處於“e-等級”中，當它沒有元音的時候，它被稱為“零等級”，以此類推。  注意當我們簡單的提及 e-等級或 o-等級的時候，我們指的是短元音形式，除非指出為加長等級。(短) e-等級有時叫做完全等級。
在單一詞根中五個等級的 ablaut 的經典例子是兩個密切關聯的希臘詞的不同格形式:
| 元音变换等级    | PIE (重构)    | 希腊语     | 转写       | 翻译                        |
| e等级或完全等级 | *ph2-tér-m̥    | πα-τέρ-α   | pa-tér-a   | "父亲" (名词, 宾格)         |
| ē等级           | *ph2-tḗr      | πα-τήρ     | pa-tḗr     | "父亲" (名词, 主格)         |
| 零等级          | *ph2-tr-és    | πα-τρ-ός   | pa-tr-ós   | "父亲的" (名词, 属格)       |
| o等级           | *n̥-péh2-tor-m̥ | ἀ-πά-τορ-α | a-pá-tor-a | "没有父亲的" (形容词, 宾格) |
| ō等级           | *n̥-péh2-tōr   | ἀ-πά-τωρ   | a-pá-tōr   | "没有父亲的" (形容词, 主格) |

我們感興趣的是粗體表示的音節。還要注意哪個音節承載詞重音是關鍵性的 - 這里用斜體表示，在希臘語中用變音符號表示。在這個非典型的純潔的例子中，我們看到當詞重音轉移到隨后音節的時候出現了到零等級的切換，在詞重音轉移到前面音節的時候出現了到 o-等級的切換，當粗體表示的音節出現在詞尾位置的時候出現了元音加長。
直到最近仍經常推測在原始印歐語中的最初 e-等級在某種音韻環境下經歷兩項變更的歷史發展: 在特定條件下改變音色為(長或短) o (o-等級)，而在其他條件下它完全消失(零-等級)。但是由於控制 ablaut 的這種音韻條件仍未確定，詞重音的位置可能是也可能根本不是關鍵因素。因為還有很多反例存在如 *deywó- 和 NPl. *-es，分別展示了重音前和重音后 e-等級，我們無法找到這種規則。

## 零等級
ablaut 的零等級帶給大多數人極大的困難。在 *ph₂trós 的情況下，它在 PIE 中已經被發音得像 /pət-'ros/，不難想像它是更古老的 *ph₂terós 的緊縮，它可能發音為 /pət-er-'os/，因為這種輔音和元音的組合在英語中也是可能的。但是在其他情況下，元音的缺失由於不可發音而打擊了說現代西方語言的人。
要理解它，必須知道 PIE 有一些在原則上是輔音的音素，卻可以用類似元音的方式來操作。我們認定有四個音節主音響音，三個喉音和兩個半元音:
- 音節主音響音是 m, n, r 和 l，它們可以是像在英語中那樣的輔音，但也可以持續為連續音并承載完整的音節重音；當這種情況出現的時候，我們用在其下加小圓圈來表示(r̥, l̥, m̥, n̥)。

- 喉音可以被發音為輔音，在這種情況下它們可能是 h 音素的變體，因此正常的表示為 h₁, h₂ 和 h₃。但是它們也可以承載音節重音，在這種情況下它們更像元音，因此某些語言學家偏好表示它們為 ə₁, ə₂ 和 ə₃。元音式發音最初涉及到在前或在其后有輕微的 schwa 的輔音。

- 在元音前的位置上，音素 u 和 i 是半元音，可能發音類似英語的 w 和 y，但是在隨后的 ablaut 元音縮減為零等級的時候，它們也可以變為純元音。在 u 和 i 出現在元音后的位置上的時候，結果是雙元音。

Ablaut 仍然是規則的，如下:
| e-等級      | o-等級 | 零-等級  |
| ey          | oy     | i        |
| ew          | ow     | u        |
| er          | or     | r̥        |
| el          | ol     | l̥        |
| em          | om     | m̥        |
| en          | on     | n̥        |
| eh₁         | oh₁    | h₁ 或 ə₁ |
| eh₂ (/ah₂/) | oh₂    | h₂ 或 ə₂ |
| eh₃ (/oh₃/) | oh₃    | h₃ 或 ə₃ |
因此其中任何一個都可以替代 ablaut 元音，在它被減縮到零等級的時候: 模式 CVrC (比如 *bʰergʰ-) 可以變為 CrC (*bʰrgʰ-)。
但是，不是所有 PIE 音節有能力形成零等級，某些輔音結構在特定情況下將會完全的抑制它。例如，儘管日耳曼語強動詞的過去時複數是從零等級演化來的，第 4 和 5 類有表示加長 e-等級的替代元音，因為這些動詞的詞幹不能在這個位置維持零等級。
零等級據說是由前-PIE 元音省略導致的，但是由於有在重音前位置上的也有在重音后位置上的 e-等級(比如 *deywó-, NPl. *-es 等)，所以不能指出其中的規則。

## a-等級
對 PIE 是否有起初的 a-元音是有爭議的。在后來的 PIE 中，喉音 h₂ 的消失可能留下的 a-音色的聲音，這可以解釋在后來的 PIE 中所有的 a 出現。但是有些人爭論說 e-等級有時可以被替代為 a-等級而不受喉音的影響。這是有爭議的，但對解釋第 6 類日耳曼語強動詞是有幫助的。

## 元音變換的後來發展
儘管 PIE 只有這麼一種基本上規則的 ablaut 序列，在後代語言中的發展經常是非常的複雜，而且很少反映出如希臘語那樣整潔的系統。各種因素如元音和諧，與鼻音的同化，或在印歐詞根中喉音的存在和它們在多數後代語言中消失的效果，意味著一個語言可以有多個不同的元音表示在父輩語言中的一個單一元音。因此儘管 ablaut 以某種形式存活於所有印歐語言中，它隨著時間而日益缺少系統性了。
Ablaut 解釋了在同一語言中相關詞之間的元音差異。例如:
- 英語 fetch 和 foot 都來自同一 IE 詞根 *ped-，共同觀念是“going”。前者來自 e-等級，而後者來自加長 o-等級。
- 德語的 Berg(hill) 和 Burg(walled city) 都來自詞根 *bʰergʰ-，根據推測意味著“high”。前者來自 e-等級，而後者來自零等級。(德語中在其後跟隨一個 r 的零等級變為 ur)。

Ablaut 還解釋了不同語言間的同源詞之間元音差異。
- 英語的 tooth 來自日耳曼語 *tanþ-uz，它明顯有關於拉丁語 dens, dentis 和希臘語 ὀδούς, ὀδόντος (相同意義)，對應於英語中的詞 dentist 和 orthodontic。重構的 IE 詞根同一於拉丁語的: *dent-。輔音的差異可以由原始日耳曼語中的有規則音聲轉移來解釋，但元音差異不能: 通過聲音變更的規則定律，日耳曼語的 a 可回溯到 PIE o。解釋是日耳曼語和希臘語詞發展自 o-等級，而拉丁語詞發展自 e-等級。
- 英語的 foot，如上所述，來自加長 o-等級的 *ped-。希臘語 πούς, ποδός 和拉丁語 pes, pedis (比較於英語的 octopus 和 pedestrian)，分別來自(短) o-等級和 e-等級。

對於說英語的非專家，關於 IE 詞根，包括在有關的詞位(lexeme)背后的 ablaut 等級差異，最好的信息參考是 Calvert Watkins的《The American Heritage Dictionary of Indo-European Roots》，第二版，Boston & New York 2000。
(注意在詞匯的談論中，我們通常提及 e-等級的 IE 詞根不帶任何屈折。)

## 元音變換和文法功能
在 PIE 中，在動詞和名詞的變形范例內已經有了 ablaut 差異。它們不是文法形式的主要標記，因為屈折系統完成這項功能，但它們是重要的次級標記。
作為 PIE 中名詞變形范例中 ablaut 的例子，我們看 *pértus，它產生了英語詞 ford 和(通過拉丁語) port。
|      |            | 詞根 (p-r) | 後綴 (t-u) |
| 主格 | *per-tu-s  | e-等級     | 零-等級    |
| 賓格 | *per-tu-m  | e-等級     | 零-等級    |
| 屬格 | *pr̥-teu-s  | 零-等級    | e-等級     |
| 與格 | *pr̥-teu-ei | 零-等級    | e-等級     |
動詞例子: *bʰeidʰonom“to wait”(比較於“bide”)。
| 不定式                | *bʰeidʰ-ono-m | e-等級  |                |
| 完成式 (第三人稱單數) | *bʰe-bʰoidʰ-e | o-等級  | (注意重複前綴) |
| 完成式(第三人稱複數)  | *bʰe-bʰidʰ-nt | 零-等級 | (注意重複前綴) |
在後代語言中，它們變成文法區別的重要標記。例如在日耳曼語強動詞中的元音變換是印歐動詞變形范例的直接派生。例如在現代英語中: 
| 不定式 | 過去式 | 過去分詞 |
| sing   | sang   | sung     |
| give   | gave   | given    |
| strive | strove | striven  |
| eat    | ate    | eaten    |
ablaut 的首次描述是在針對日耳曼語動詞的討論中，並且多數人仍然將日耳曼語動詞主要關聯於這種現象。在英語、德語和荷蘭語中的 ablaut 操作的更詳細描述和支配它的歷史因素可參見德語強變化動詞。 
同樣現象出現在拉丁語、古希臘語和梵語的動詞表中。拉丁語中 ablaut 作為文法標記的例子是動詞的完成時詞幹中元音變更。
| 現在式 | 完成式 |           |                |
| ago    | egi    | “to do”   |                |
| video  | vīdi   | “to see”  | (元音加長)     |
| sedeo  | sēdi   | “to sit”  | (元音加長)     |
| cado   | cecidi | “to fall” | (注意重複前綴) |
ablaut 經常可以明顯解釋隨機不規則性。例如，動詞“to be”在拉丁語中有形式 est(he is) 和 sunt(they are)。德語中的等價形式非常類似: ist 和 sind。在單數和複數之間的差異在兩種語言中都是容易解釋的: 后期 PIE 詞根是 *es- (還可回到更早的 h₁es-，它的喉音後來消失了)。在單數中，詞幹加重音，所以保持 e-等級，並加曲折 -t。但在複數中，屈折 -nt 加重音，導致詞幹減縮到零等級: *es-n̥t → *s-n̥t。在更後來的時候，後代語言不適應這種鼻塞音，它們在 /s/ 後介入了補償性的元音。參見: 印歐系詞。
各種等級的一些構詞功能如下:
e-等級:
- thematic 動詞的現在時；詞根重音。
- athematic 動詞的現在時單數；詞根重音。
- 名詞的賓格和呼格單數、主格/賓格/呼格雙數、主格複數。

o-等級:
- 動詞性名詞，帶有詞尾重音。
- 使役動詞的現在時，詞幹(非詞根)重音。
- 完成單數時態。

零-等級:
- athematic 動詞的現在雙數和複數時態；詞尾重音。
- 完成雙數和複數時態；詞尾重音。
- 過去分詞；詞尾重音。
- 某些不定過去時的動詞(希臘語 thematic“第二不定過去時”)。
- 名詞的間接(oblique)單數/雙數/複數，賓格複數。

加長等級:
- 很多名詞的主格單數。